# Vindaloo
A vindaloo, más néven vindalho, egy indiai curry-típus, ami eredetileg Goából származik. A portugál carne de vinha d'alho-ból alakult ki. Ma a brit-indiai időkben kialakult változata ismeretes világszerte, amely markáns csípősségéről hírhedt. Az eredeti recepthez sertéshúst használtak, de ismeretesek marhahúsból, bárányhúsból, garnélából, csirkéből, de zöldségekkel és tofuval készített variánsai is.

## Története
Hagyományos fogás Goa vidékéről, mely a portugál carne de vinha d'alhos leszármazottja (jelentése: hús fokhagymás pácban). A vindaloo hagyományosan egy húsétel (általában sertéshúsból), amelyet ecetes-fokhagymás pácban marinálnak - melynek eredete a portugál tengerészek tartósítási hagyományában gyökerezik. A fahordókba rakott disznóhúst ugyanis gyakran fokhagymával együtt tárolták, melyet vörösborral öntöttek fel. A goai szakácsok ezt vették át, a vörösbort azonban pálmaecettel helyettesítették, és fűszereket is hozzáadtak. Az átalakult recept mellett a könnyebb kiejthetőség miatt a neve is megváltozott.
A brit-indiai recept szerint a húspáchoz ecetet, cukrot, frissen reszelt gyömbért és fűszereket használnak fel, majd a főzéskor még több fűszert adnak hozzá.

## Hagyományos receptje
Goában az éttermek a vindalhót az eredeti recept szerint, sertéshússal készítik. A keresztények Koccsi és Kerala környékén szívesebben készítik marhahússal. Az ételt a goai szakácsok tették népszerűvé, akiket a britek favorizáltak, ugyanis az ő esetükben nem voltak vallási kifogások az alkohol, a sertéshús és a marhahús felhasználása kapcsán. Így jutott el világszerte a különféle brit kirendeltségekre és az óceánjáró hajókra. India más részein is elterjedt, ott kecskehúst, csirkét és bárányt is használnak az elkészítéséhez. Esetenként tengerparti vidékeken garnélával készítik, a szegényebb vidékeken burgonyakockákkal vegyítve.
Habár az aloo (आलू) szó burgonyát jelent hindi nyelven, az eredeti recept nem tartalmaz krumplit, annál is inkább, mert a név portugál eredetű.

## Indián kívül
Világszerte rendkívül népszerű, az indiai éttermek kedvelt fogása. Általában csípősebb, mint az eredeti, mert több ecetet, burgonyát, illetve chilipaprikát használnak fel. Az egyik legcsípősebb fogás a valamikori ázsiai brit gyarmati területekről, leszámítva a Bangladesben az 1970-es években kifejlesztett tindaloo-t, ami még ennél is csípősebb. A vindaloo továbbgondolásából származik a phall curry is.

## Forráshivatkozások
1. ↑  BBC Food - Curry: Where did it come from?. web.archive.org, 2014. december 11. [2014. december 11-i dátummal az eredetiből archiválva]. (Hozzáférés: 2024. január 18.)
2. 1 2  Nast, Condé: How did the Goan vindaloo get to you? (Indian English nyelven). Condé Nast Traveller India, 2020. június 23. (Hozzáférés: 2024. január 18.)
3. ↑  Indian Classics - Vindalho de Galinha (Chicken Vindaloo). (Hozzáférés: 2024. január 18.)
4. ↑  S.A, Priberam Informática: Dicionário Priberam da Língua Portuguesa (brazíliai portugál nyelven). Dicionário Priberam da Língua Portuguesa. (Hozzáférés: 2024. január 18.)
5. ↑  Archivált másolat. [2012. november 9-i dátummal az eredetiből archiválva]. (Hozzáférés: 2024. január 18.)
6. ↑  Archivált másolat. [2015. július 5-i dátummal az eredetiből archiválva]. (Hozzáférés: 2024. január 18.)
7. ↑  Hindi/English/Tamil Glossary (angol nyelven). Pravasidesi's Tiffin box, 2007. szeptember 25. (Hozzáférés: 2024. január 18.)
8. ↑  Archivált másolat. [2017. október 27-i dátummal az eredetiből archiválva]. (Hozzáférés: 2024. január 18.)